# 矢川神社
矢川神社（やがわじんじゃ）は、滋賀県甲賀市甲南町森尻にある神社である。

## 祭神
大己貴命と矢川枝姫命（やがわえひめのみこと）を主祭神とする。大己貴命は殖産興業・健康長寿の神、矢川枝姫命は諸芸上達・諸願成就の神として信仰される。
矢川枝姫命は八河江比売、矢河枝比売とも記され、古事記の大国主の系譜の中に「国忍富神が葦那陀迦神（あしなだがのかみ）またの名を八河江比売を娶って生ませた子は速甕之多気佐波夜遅奴美神（はやみかのたけさはやじぬみのかみ）」という記述がある。また、古事記の応神天皇条に、応神天皇の妃の一人として宮主矢河枝比売の名が見える。

## 歴史
社伝では、創建は天平年間、聖武天皇の紫香楽宮造営のときと伝える。平安時代の延喜式神名帳では近江国甲賀郡8座の筆頭に記載され、小社に列している。南北朝時代の1337年の史料には「杣野河宮」とあり、中世は池原杣荘の惣社として土豪層の信仰を集めた。戦国時代、甲賀郡中惣の集会場として利用され、地域の結束を固める場として機能していた。1585年の甲賀ゆれで甲賀衆が没落後、祭祀の在り方が変化し、1652年、氏子村のうち9カ村が新宮神社（甲南町新治）、6カ村が日吉神社（水口町三大寺）の氏子となり、7カ村（森尻・深川・稗谷・葛木・寺庄・杉谷・塩野）を氏子（矢川本郷・矢川7カ村）とし、ほか15カ村を外氏子と呼んだ。江戸時代には水口藩の崇敬社とされた。天保13年（1842年）10月、当社社頭に数万の農民が集まり幕府の検地に反対して決起した「甲賀騒動」（天保一揆）が起こった。
明治時代以前は矢川大明神と呼ばれ、広域の氏子圏をもつ郷鎮守社であった。祭祀は神宮寺の矢川寺清浄院（現在は廃寺）が神仏習合で行った。

## 国史跡
境内 - 甲賀郡中惣遺跡群の一つで国史跡に指定。

## 文化財

### 県指定文化財
- 楼門 - 大和国山辺郡（奈良県北部）50カ村の雨乞い成就のお礼に寄進されたものと伝わる。本来は二層だが、風雨で上階を失ったとされる。1482年に建造[2]。
- 紙本淡彩棋書仙人図・同山水図 - 横井金谷の画。

### 市指定文化財
- 本殿 - 三間社流造鋼板葺。1755年に八幡の大工、高木但馬が再建[2]。
- 石造反橋（太鼓橋） - 1671年の建造。甲賀の石造反橋で最も古く[4]最も大きい[2]。
- 木造男神像 - 平安時代の作。

### その他
- 木造女神像 - 平安時代の作[2]。

## ギャラリー

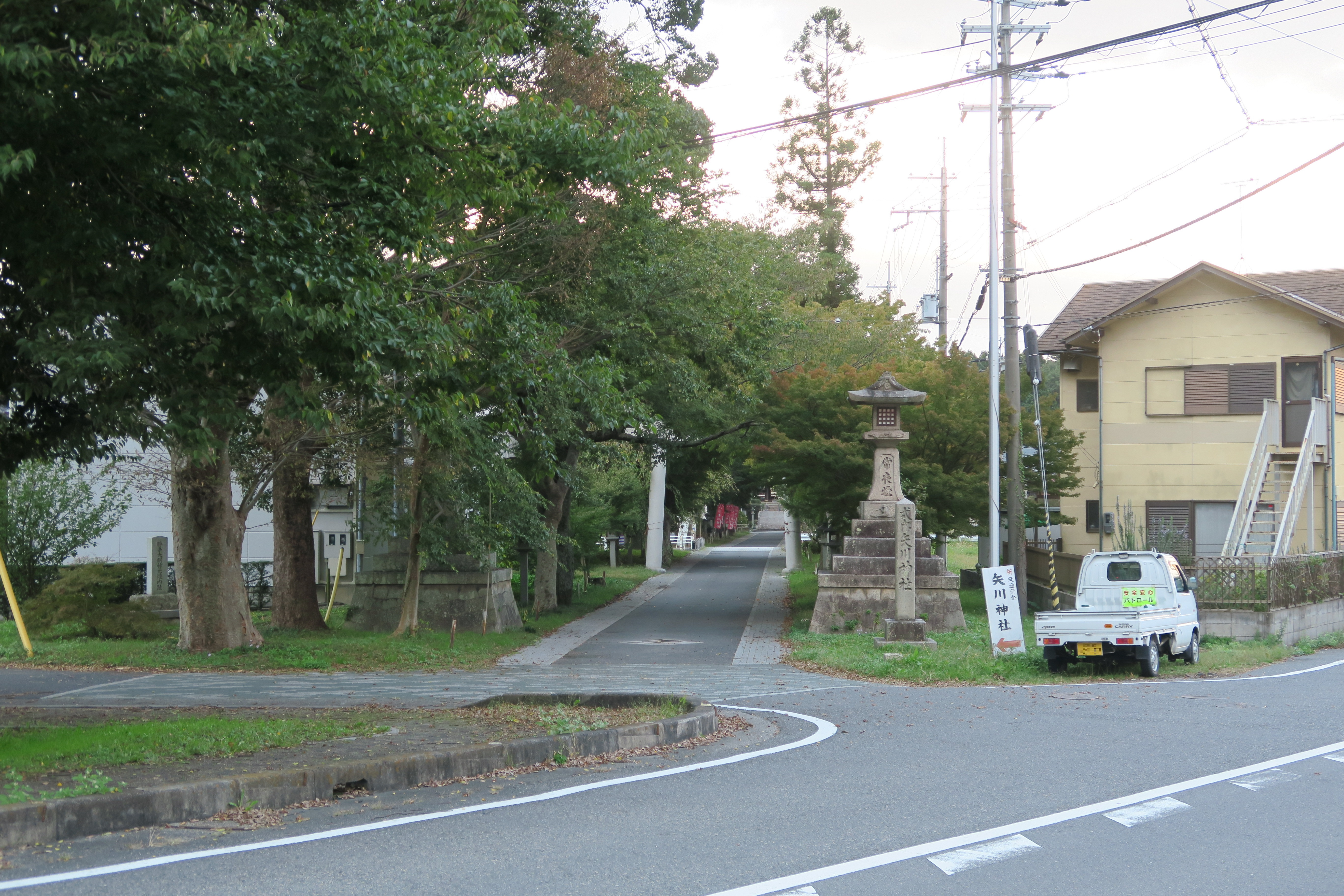
参道
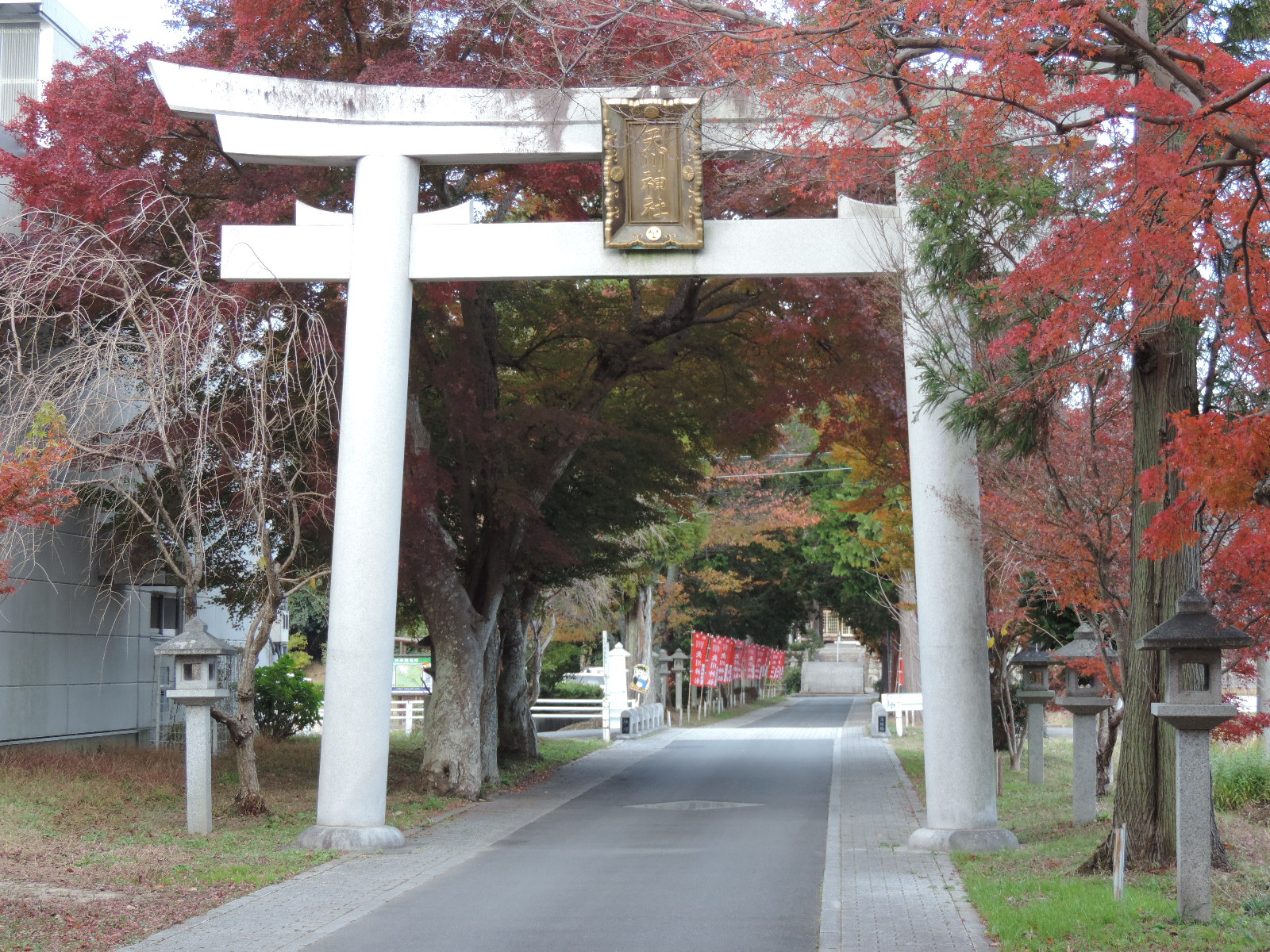
鳥居
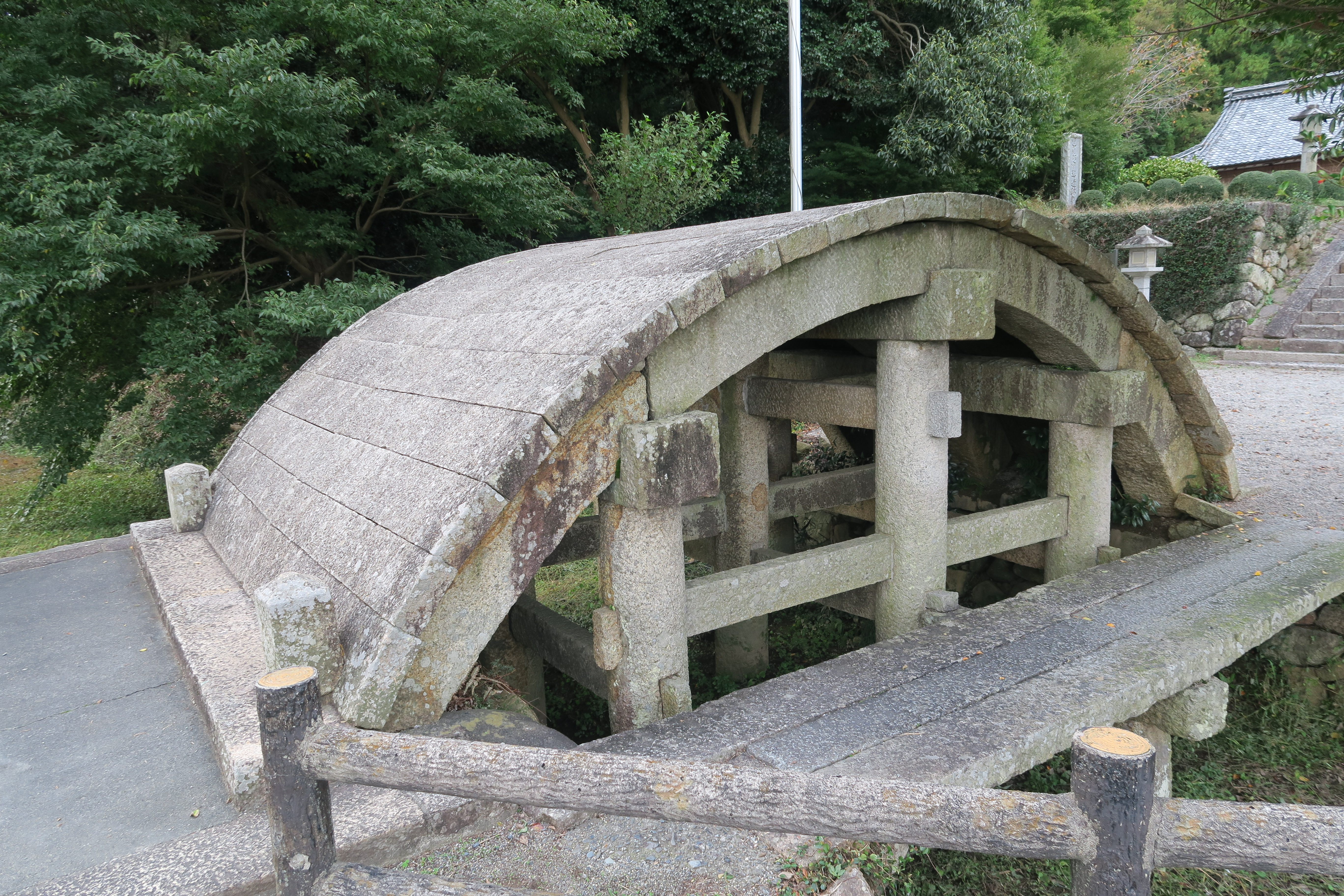
太鼓橋
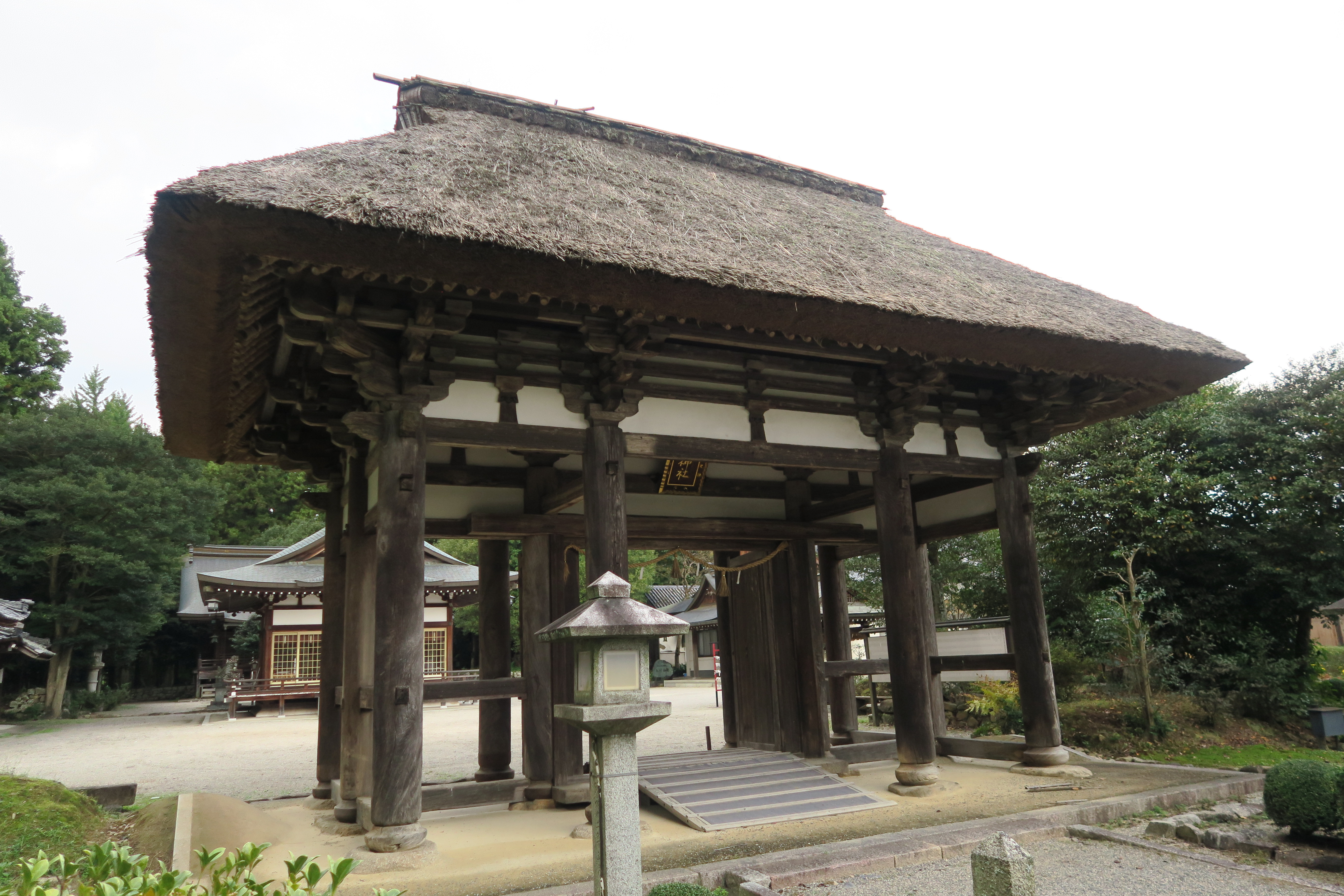
楼門
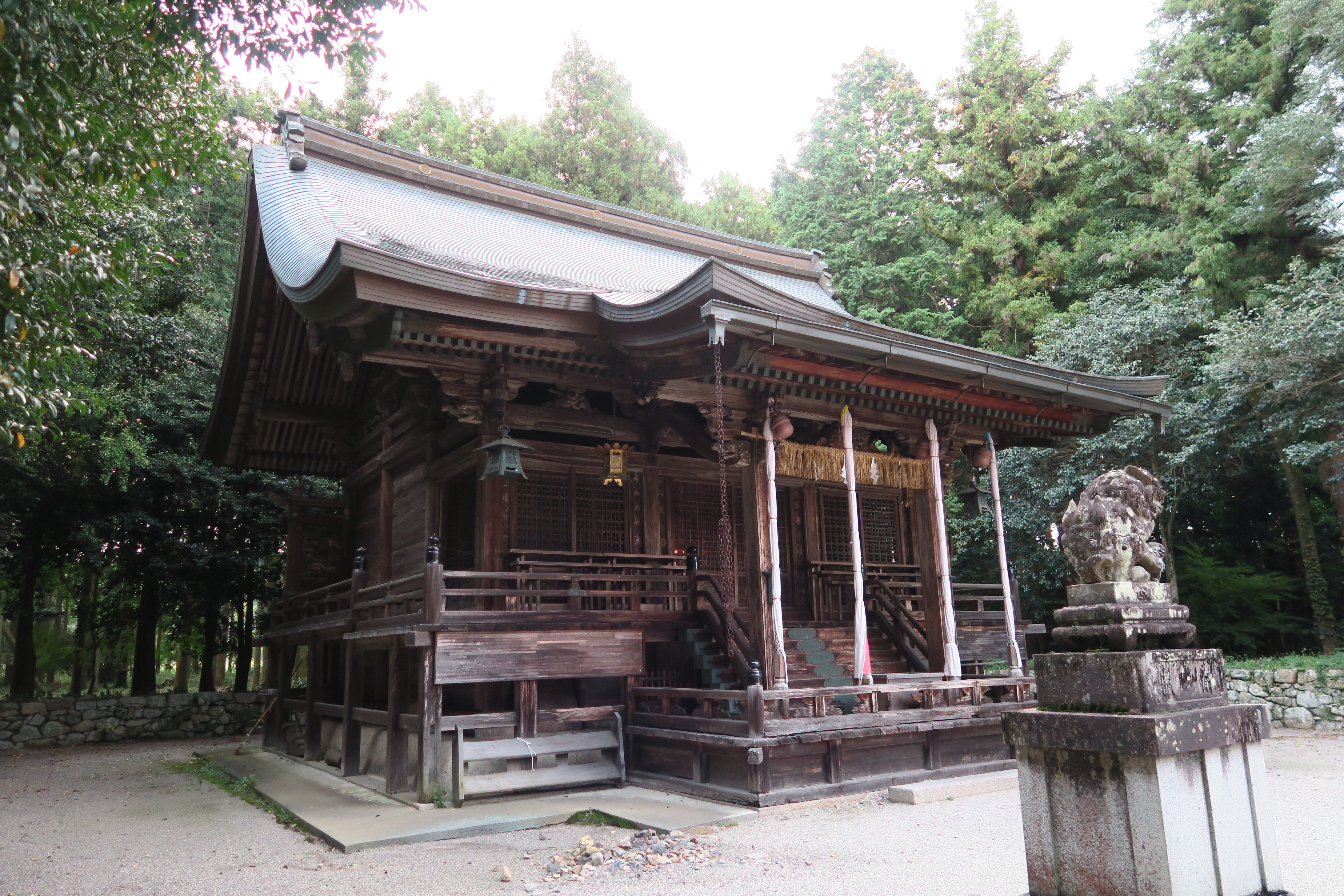
本殿
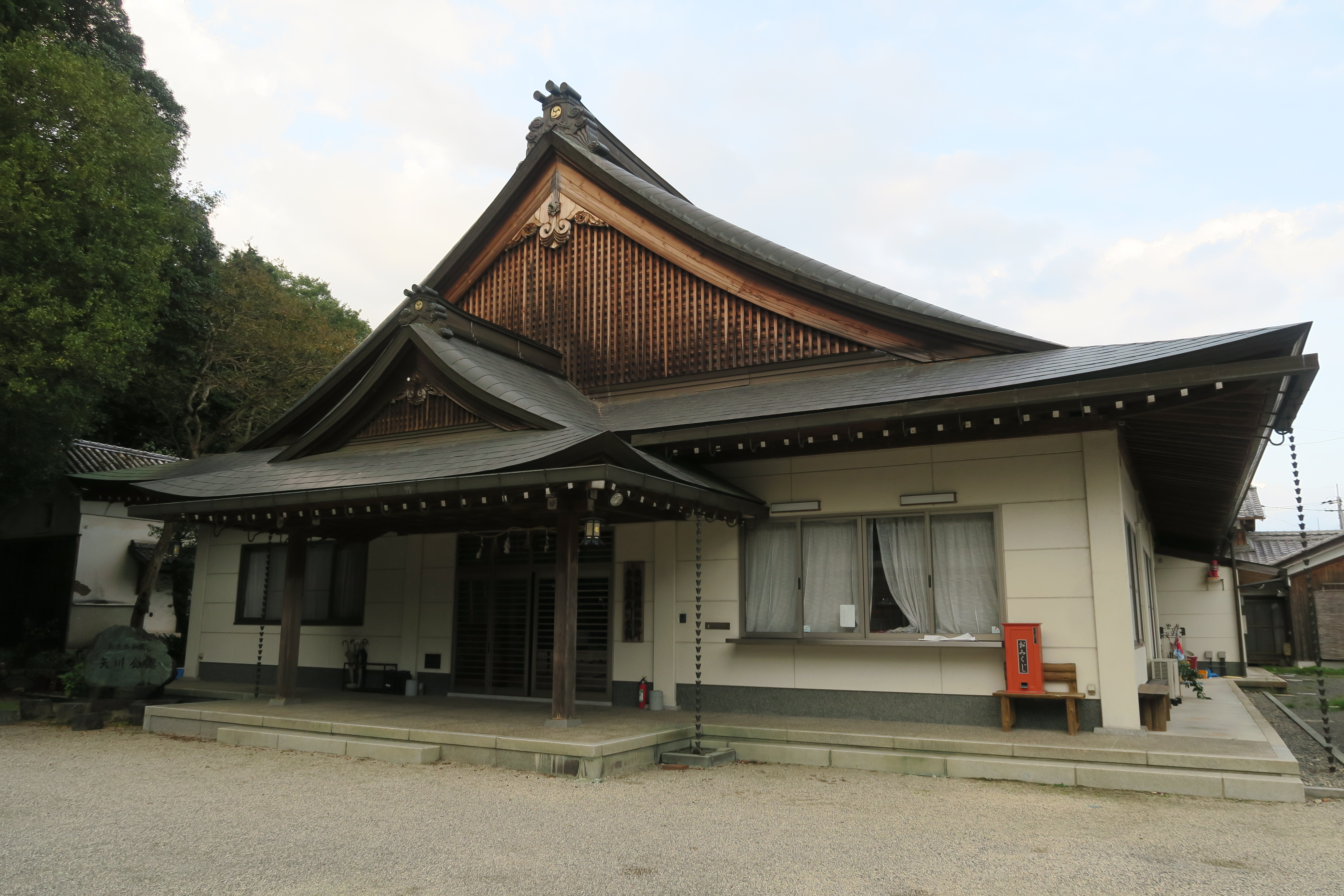
社務所